# آی‌کی‌بی

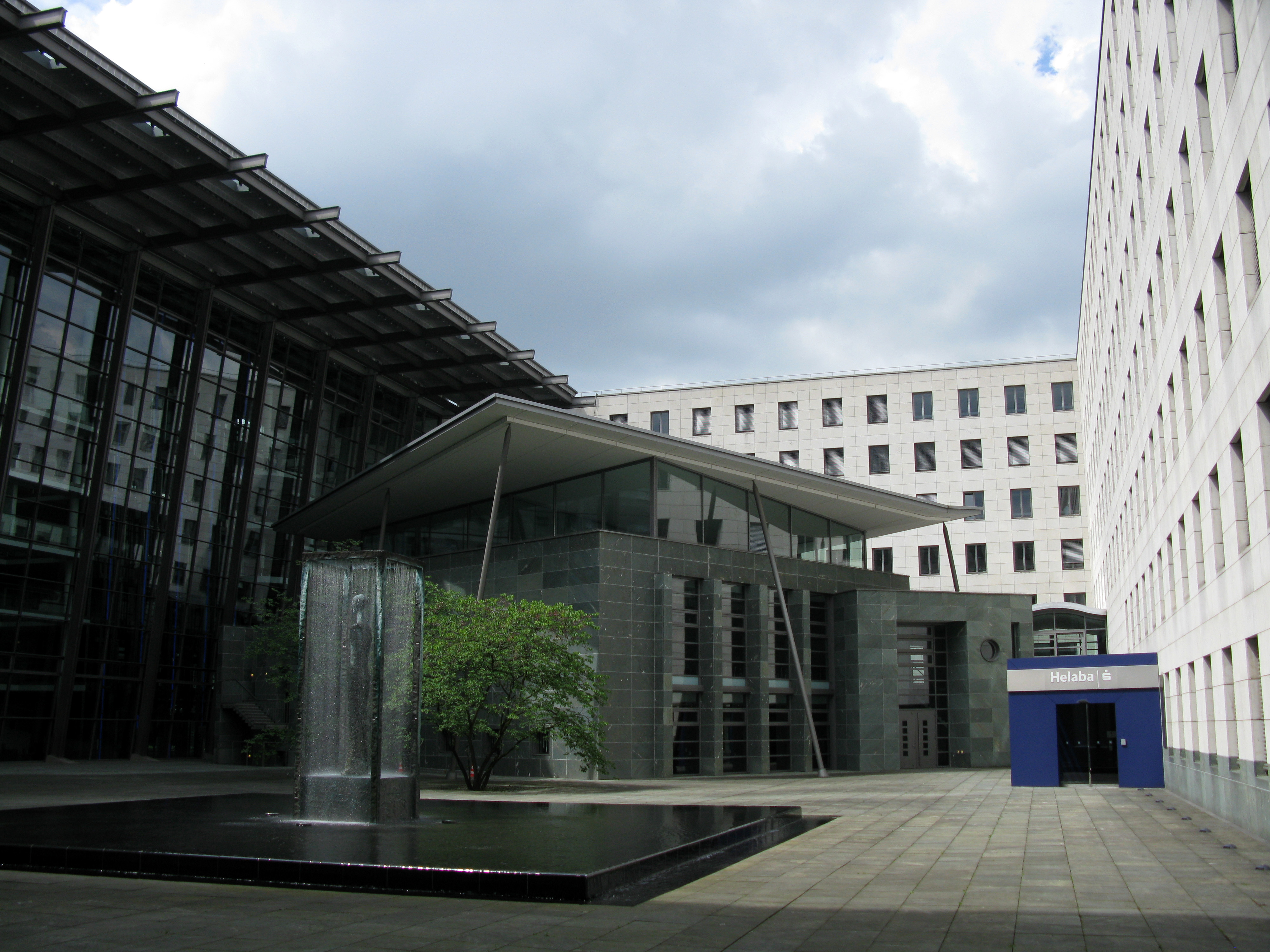
دفتر مرکزی شرکت آی‌کی‌بی در دوسلدورف

آی‌کی‌بی (انگلیسی: IKB) شرکت خدمات مالی و بانکداری آلمانی است، که در سال ۱۹۲۴ تأسیس شد.